# Berry Hill, Gloucestershire
Berry Hill är en by i Gloucestershire i England. Byn är belägen 26,7 km 
från Gloucester. Orten har 2 272 invånare (2015).